# Psara coptobasalis
Psara coptobasalis là một loài bướm đêm trong họ Crambidae.